# Nazionale di slittino della Germania Ovest
La nazionale di slittino della Germania Ovest è stata la rappresentativa nazionale della Germania Ovest in tutte le manifestazioni dello slittino, dalle Olimpiadi ai mondiali, passando per gli europei e la Coppa del Mondo.
Raggruppava tutti gli slittinisti di nazionalità tedesca occidentali selezionati dagli appositi organi ed era posta sotto l'egida della Deutschen Bob- und Schlittensportverband (DBSV); erano inoltre previste squadre giovanili, che prendevano parte ai mondiali juniores, alle Coppe del Mondo juniores e giovani, nonché a tutte le altre manifestazioni internazionali di categoria.

## Storia

### Dalla divisione della Germania al 1965
Dopo la conclusione della seconda guerra mondiale, la Germania fu suddivisa in quattro zone di occupazione, ognuna sotto il controllo delle quattro potenze vincitrici. Nonostante l'intento iniziale fosse quello di governare insieme una Germania unitaria, a causa delle tensioni dovute alla guerra fredda le zone poste sotto il dominio francese, britannico e statunitense costituirono nel 1949 la Repubblica Federale tedesca mentre la zona di occupazione sovietica divenne nello stesso anno la Repubblica Democratica tedesca. Di conseguenza durante il periodo in cui la Germania si presentò divisa in due differenti Stati cessò di esistere anche la nazionale tedesca, ma dalle sue ceneri nacquero due distinte nazionali: quella della Germania Ovest e quella della Germania Est.
I primi importanti risultati ottenuti dai rappresentanti della nazionale tedesca occidentale si trovano a partire dall'edizione casalinga dei campionati europei di Garmisch-Partenkirchen 1952, grazie a Rudolf Maschke che vinse la medaglia d'oro nel singolo uomini e Erika Schiller seconda classificata nel singolo femminile. Gli slittinisti della Germania Ovest inoltre conquistarono medaglie anche ai campionati mondiali già a partire dalla prima edizione degli stessi ad Oslo 1955, con i due terzi posti di Marianne Bauer nel singolo donne e a Fritz Nachmann e Josef Strillinger nel doppio. Questi ultimi inoltre vinsero il titolo iridato nelle due edizioni successive a Davos 1957 e Krynica-Zdrój 1958 e lo stesso Nachmann conquistò la medaglia d'oro anche nel singolo ad Imst 1963. Sempre nel singolo maschile altri due titoli mondiali furono ottenuti da Hans Schaller nella stessa rassegna svizzera del 1957 e da Helmut Berndt a Garmisch-Partenkirchen 1960. Nel femminile invece i risultati migliori furono due medaglie d'argento ottenute da Helga Müller e Marianne Winkler. L'unico altro titolo vinto in quel periodo fu il singolo maschile ai campionati europei di Weißenbach 1962 per merito di Josef Lenz.
In occasione dell'esordio della disciplina ai Giochi olimpici di Innsbruck 1964 gli slittinisti tedeschi occidentali e quelli orientali parteciparono congiuntamente all'evento sotto il nome di Squadra Unificata Tedesca; con questa denominazione infatti gli atleti della Germania Est e della Germania Ovest presero parte con un'unica rappresentativa sia alle Olimpiadi estive sia a quelle invernali nelle edizioni del 1956, del 1960 e del 1964. In quella circostanza l'unico atleta occidentale a conquistare una medaglia fu Hans Plenk che ottenne il terzo posto nel singolo maschile. L'anno successivo lo stesso Plenk, che aveva già conseguito quattro medaglie mondiali, avrebbe vinto il titolo iridato a Davos 1965.

### Dalla seconda metà degli anni sessanta alla riunificazione tedesca
Dopo un anno di scarse soddisfazioni a livello di medaglie gli atleti tedeschi occidentali tornarono sul podio in una competizione internazionale agli europei di Schönau am Königssee 1967, cogliendo il primo e secondo posto tanto nel singolo maschile, grazie a Leonhard Nagenrauft e Fritz Nachmann, quanto nel singolo femminile con Christina Schmuck e Angelika Dünhaupt. Le stesse due atlete sarebbero salite sul podio anche l'anno successivo ai Giochi di Grenoble 1968 rispettivamente al secondo e terzo posto, dopo che le tre atlete della Germania Est che le precedevano in classifica furono squalificate per aver riscaldato i pattini delle loro slitte, una pratica proibita che rende minore l'attrito della lama sul ghiaccio; in quella Olimpiade inoltre la squadra tedesca occidentale si aggiudicò la medaglia di bronzo nel doppio, con la coppia formata da Wolfgang Winkler e Fritz Nachmann. 
Nelle due edizioni dei campionati mondiali immediatamente seguenti quei Giochi olimpici, entrambe disputate sulla pista di Schönau am Königssee la Schmuck conquistò due medaglie mondiali. In quelli del 1970 inoltre Josef Fendt vinse il titolo nel singolo, risultato poi bissato ancora a Schönau am Königssee 1974; quello che dal 1994 sarebbe diventato il presidente della federazione internazionale colse il suo ultimo risultato di prestigio giungendo secondo alle Olimpiadi di Innsbruck 1976. In quella edizione dei Giochi anche Hans Brandner e Balthasar Schwarm colsero la medaglia d'argento, mentre Elisabeth Demleitner, già campionessa del mondo a Valdaora 1971 e che successivamente conquisterà anche due titoli europei a Schönau am Königssee 1977 e ad Hammarstrand 1978, ottenne la medaglia di bronzo nel singolo femminile.
Nel 1978 venne disputata per la prima volta la Coppa del Mondo con gli atleti della Germania occidentale che giunsero secondi nel doppio con Brander e Schwarm, che la stagione precedente vinsero il titolo europeo e l'anno successivo avrebbero fatto loro quello mondiale a Schönau am Königssee 1979, ma soprattutto conquistarono i primi due posti nel singolo femminile grazie a Regina König e Andrea Fendt, sorella di Josef che avrebbe ottenuto anche un argento nella rassegna iridata di Imst 1978, e la vittoria nel singolo maschile con Anton Winkler, che in carriera conquistò anche tre medaglie mondiali, delle quali una nel doppio, il titolo europeo a Schönau am Königssee 1977 e la medaglia di bronzo ai Giochi di Lake Placid 1980. L'unico trionfo a cinque cerchi nello slittino della nazionale tedesca occidentale avvenne alle olimpiadi successive di Sarajevo 1984: Hans Stangassinger e Franz Wembacher, che in carriera avevano precedentemente collezionato un paio di medaglie sia ai mondiali che agli europei ed erano giunti secondi in Coppa del Mondo nella stagione 1982/83, vinsero infatti il titolo nel doppio.
Nei mondiali di Igls 1987 la squadra tedesca occidentale fu ancora protagonista nel doppio conquistando la medaglia d'argento con Stefan Ilsanker e Georg Hackl e quella di bronzo con Thomas Schwab e Wolfgang Staudinger, questi ultimi conquistarono in quella stessa stagione la Coppa del Mondo e l'anno successivo vinsero il titolo europeo e giunsero terzi ai Giochi di Calgary 1988. Hackl invece ottenne importanti risultati principalmente nel singolo e dopo la riunificazione delle due Germanie si dedicò esclusivamente a quella disciplina, divenendone uno dei maggiori e più decorati interpreti; già sotto i colori della Germania Ovest conquistò due titoli iridati a Winterberg 1989 ed a Calgary 1990, due titoli europei a Schönau am Königssee 1988 e ad Igls 1990, due sfere di cristallo nel 1988/89 e nel 1989/90, nonché la medaglia d'argento alle Olimpiadi di Calgary 1988.
Agli europei di Schönau am Königssee 1988 fece il suo debutto la gara a squadre e la formazione composta da Georg Hackl, Johannes Schettel, Kerstin Langkopf, Veronika Bilgeri, Thomas Schwab e Wolfgang Staudinger conquistò il primo storico oro in questa specialità; agli europei di due anni più tardi la squadra tedesca occidentale salì sul secondo gradino del podio dietro al team della Germania Est che aveva colto l'argento nell'edizione precedente. Nelle rassegne iridate invece la squadra dell'Ovest non riuscì mai a salire sul podio, dovendosi accontentare del quarto posto a Winterberg 1989 e del sesto a Calgary 1990.
La caduta del Muro di Berlino diede la spinta definitiva alla riunificazione tedesca che avvenne ufficialmente il 3 ottobre 1990, portando la fusione delle due nazionali dell'Est e dell'Ovest in una nuova definitiva Germania a partire dalla stagione 1990/91.